# Nick Bollettieri
Nick Bollettieri (teljes hivatalos nevén: Nicholas James Bollettieri) (Pelham, New York, 1931. július 31. – 2022. december 4.) amerikai teniszedző, az International Tennis Hall of Fame (Teniszhírességek Csarnoka) tagja.
A világ legjobb teniszedzői között tartják számon. Elsősorban fiatal tehetségek felkutatása és pályaindítása köszönhető neki, de már befutott és átmeneti hullámvölgybe került versenyzők esetében is sikeresen működött közre formájuk visszanyerésében. Teniszakadémiájának növendékei között számos nagy sikert elért ismert játékos, köztük tíz világelsőségig jutó versenyző található: Andre Agassi, Boris Becker, Jim Courier, Martina Hingis, Jelena Janković, Marcelo Ríos, Szeles Mónika, Marija Sarapova, valamint Serena Williams és Venus Williams. Az általa edzett versenyzők pályafutásuk során már több, mint 150 Grand Slam-tornagyőzelmet arattak.

## Élete
Olasz emigráns szülők gyermekeként született New York egyik városnegyedében Pelhamben. 1953-ban az alabamai Spring Hill College-ban szerzett filozófiai diplomát. Ezt követően az Amerikai Egyesült Államok hadseregében szolgált, ahonnan 1956-ban főhadnagyként szerelt le. Elkezdte tanulmányait a Miami Egyetem jogi karán, de azt nem sokkal később otthagyta, és teniszedzőként kezdett el dolgozni.

## Teniszedzőként
Először félóránként 1,5 dollárt kért, majd mikor ismert lett a neve, óránként 6 dollárt kért egy edzésért. Ebből az időszakból a legismertebb általa edzett játékos Brian Gottfried volt, aki később, 1977-ben a világranglista harmadik helyéig jutott. Egy ideig Puerto Ricóban a Dorado Beach Resort profi teniszklub vezetőedzője volt, majd alapítója lett a Port Washington Teniszakadémiának, amelyből olyan nevek kerültek ki, mint Vitas Gerulaitis és John McEnroe.
1978-ban megvásárolt Floridában egy 21 pályás teniszcentrumot. Louis Marx segítségével 50 000 dollárért hozzájutott egy lerobbant 20 szobás hotelhez, amelyben az általa edzett játékosok lakhattak.
Ebben az időben fogalmazódott meg benne a gondolat, hogy egy bentlakásos intézményre lenne szükség, ahol a fiatal játékosok egész napos elfoglaltságát lehetne biztosítani, amelyhez minden szükséges eszköz rendelkezésre áll. 1980-ban 1 millió dolláros kölcsönből megvette Bradentonban azt a korábban paradicsomtermesztésre hasznosított földterületet, amelyen felépítette és létrehozta ma is működő teniszakadémiáját. Ezzel ő lett az akadémia jellegű bentlakásos komplex teniszképzés meghonosítója. 1987-ben a teniszakadémia az IMG Academy része lett.

## A Bollettieri teniszakadémia
A jelenleg az IMG Academy keretében működő Bollettieri Teniszakadémia 35 szabadtéri és 5 fedett keményborítású mellett 16 salakos teniszpályával rendelkezik, és a 215 hallgató számára rendelkezésre áll az IMG Academy összes edzőlétesítménye, a 10 000 négyzetméteres edzőterem, a rekreációs eszközök és helyiségek. Az IMG Academy nyolc sportágban több, mint 700 versenyzőt készít fel, akik 75 különböző országból érkeztek.
A képzésekben főleg a fiatalok vesznek részt. Az ismert versenyzők közül például Jim Courier négyszeres Grand Slam-tornagyőztes és egykori világelső 14 éves korától; a nők között világelső és ötszörös Grand Slam-győztes Marija Sarapova kilencéves korától volt a Nick Bollettieri Teniszakadémia hallgatója. Előfordulnak óvodáskorúak is az oktatásban részesülők között.
A világ ifjúsági teniszversenyein egykori neves versenyzők figyelik a 10−14 éves korosztály legtehetségesebbjeit, és ajánlják fel nekik a Bollettieri akadémián való továbbképzés lehetőségét, legtöbbször az ehhez szükséges szponzori támogatást is megszerzik számukra. Így került 2014. januártól Nick Bollettieri Teniszakadémiájára Stollár Fanny is, aki Gálfi Dalmával párosban megnyerte 2015-ben a Wimbledoni teniszbajnokságot a junior lányok között.

## Neves tanítványai
A Bollettieri teniszakadémia 30 éves fennállása alatt több száz versenyző fordult meg a keze alatt Bradentonban. Közülük a legnevesebbek:

### Világelsők
- Andre Agassi, nyolcszoros Grand Slam-tornagyőztes, (1983−1993 között a Bollettieri Teniszakadémia növendéke)[12][13]
- Boris Becker hatszoros Grand Slam-tornagyőztes, (1993−1994-ben, formája visszanyerése érdekében edzett a teniszakadémián)[14][15]
- Jim Courier kétszeres Grand Slam-tornagyőztes, az 1980-as években a teniszakadémia növendéke, ahol Andre Agassi szobatársa volt.[13]
- Martina Hingis, tizenegyszeres Grand Slam-tornagyőztes, (1998-ban, átmeneti formahanyatlása megállítása érdekében edzett a teniszakadémián)[16]
- Jelena Janković, (1997-től volt a teniszakadémia növendéke)[17]
- Marcelo Ríos, (Bollettieri őt tartotta pályafutása legtehetségesebb tanítványának, de életmódja miatt elmaradtak eredményei a várakozástól)[18]
- Szeles Mónika, kilencszeres Grand Slam-tornagyőztes (1986−1990 között a teniszakadémia növendéke)[19][20]
- Marija Sarapova, ötszörös Grand Slam-győztes (1995-től 10 éven keresztül volt az akadémia növendéke, még ma is az edzőközpontban edz)[21][22]
- Serena Williams, huszonháromszoros egyéni és tizennégyszeres páros Grand Slam-tornagyőztes (először 1990−1993 között edzett Bollettierinél, majd 2009-től formája visszanyerése érdekében)[23]
- Venus Williams, (először 1990−1993 között edzett Bollettierinél)[23][24]
- Mark Knowles, párosban világelső (aki öt éven keresztül volt Bollettieri tanítványa)[25]
- Max Mirni, párosban világelső (13 éves korától 17 éven keresztül volt Bollettieri a trénere)[26]
- Anna Kurnyikova, párosban világelső, kétszeres Grand Slam-tornagyőztes, egyéniben is Top10-es (10 éves korától volt Bollettieri tanítványa)[27]

### Top10-esek
- Jimmy Arias, 13 éves korától volt a teniszakadémia növendéke[28]
- Carling Bassett-Seguso[29]
- Thomas Enqvist[30]
- Brad Gilbert, az 1980-as években növendék, majd 2009-től vendégedző a teniszakadémián[31]
- Brian Gottfried, 10 éves korától Bollettieri első tanítványai egyike az 1960-as évek elején[32][33]
- Mary Pierce, 1993-tól edzette Bollettieri[34]
- Mark Philippoussis[35]
- Nicole Vaidišová[36]
- Petra Kvitová[37]
- Sara Errani, 12 éves korától volt a teniszakadémia növendéke[38]
- Belinda Bencic, hatéves korában vett részt egy féléves alapképzésen a teniszakadémián[39]
- Tommy Haas[40]
- Aaron Krickstein[41]
- Kathleen Horvath[42]
- Nagyja Petrova[43]
- Temesvári Andrea[44]

### További neves versenyzők
- Paul-Henri Mathieu
- Nisikori Kei
- Sabine Lisicki
- Radek Štěpánek
- Heather Watson
- Camila Giorgi
- Tatiana Golovin
- Patty Schnyder
- Daniela Hantuchová

A magyar ifjúsági versenyzők közül Totka Naomi 14−18 éves kora között 2013-ig, Stollár Fanny 2014–2017 között volt a teniszakadémia növendéke.

## Díjai, elismerései
- 1991: Az USPTA[47] év edzője díja
- 1999: Az év teniszedzője (Amerikai Olimpiai Bizottság díja)
- 2000: A világ 50 legjobb teniszedzője között (Tennis Magazine)
- 2008: A N.Y. College of Health Professions tiszteletbeli doktori címe
- 2014: Az International Tennis Hall of Fame tagja

## Megjelent könyvei
- A Winning Combination (társszerző: Dr. Julie Anthony) (1980)
- Tennis Your Way (1982)
- Nick Bollettieri’s Junior Tennis (társszerző: Barry McDermott) (1984)
- Junior tennis (1994)[48]
- Mental Efficiency Program (1996)[49]
- My Aces, My Faults, HarperCollins, New York, 1996. ISBN 978-0-380-97306-4, Avon Books 1997. ISBN 978-0-380-78723-4
- Changing the Game (2014)
- Nick Bollettieri's Tennis Handbook, ISBN 07360-4036-6 (2015)[50]

### Magyarul
- A tenisz nagykönyve; ford. Nyírő László; Ekren, Bp., 2010. ISBN 9789638882936